# Batman: The Video Game
Batman: The Video Game – komputerowa gra platformowa wydana na konsole NES i Game Boy, stworzona przez firmę Sunsoft i wydana 22 grudnia 1989 roku w Japonii, w lutym 1990 roku w Ameryce Północnej oraz 14 września 1990 roku w Europie. Gra jest luźno oparta na filmie z 1989 roku pod tym samym tytułem. Serwis IGN umieścił grę na liście „Top 100 NES Games”. 
Dwa lata później firma Sunsoft wyprodukowała kontynuację gry pod tytułem Batman: Return of the Joker.

## Fabuła
Głównym bohaterem tej gry jest „człowiek-nietoperz” zwany Batmanem, który chroni swoje rodzinne miasto Gotham City przed złoczyńcami. Gra posiada pięć poziomów opartych na filmach, a na koniec gracza czeka pojedynek z Jokerem, który czeka na niego w dzwonnicy w Katedrze Gotham. Gracz sterując Batmanem może wspinać się po ścianie oraz używać jednej z trzech broni, na przykład batarangu.